# Kino Hvězda (Kamenický Šenov)
Kino Hvězda v Kamenickém Šenově je budova bývalého kina v ulici Osvobození v Kamenickém Šenově na Českolipsku. 

## Historie
Budova byla postavena v roce 1926 jako kino i divadelní scéna a pro veřejnost otevřeno v roce 1928. Autorem architektonického návrhu byl zdejší rodák Leo Kammel (1885–1948).
Po roce 1970 byl vnitřek budovy architektonicky upraven a od roku 1980 bylo znovu zahájeno promítání. 
V roce 2007 došlo k přestavbě ozvučení na systém Dolby Stereo. 
Pro malou návštěvnost zařízení městská rada počátkem roku 2013 vedla jednání o dalším využití objektu.